# 李選 (唐朝)
李选（?—?），唐朝皇子，是唐代宗李豫第十一子。他的生母不详。
李选早早去世，建中二年（781年）正月，李选被哥哥唐德宗追封为荆王，追赠开府仪同三司。

## 延伸阅读
[在维基数据编辑]
 《舊唐書·卷116》，出自刘昫《舊唐書》